# 汪胡桢

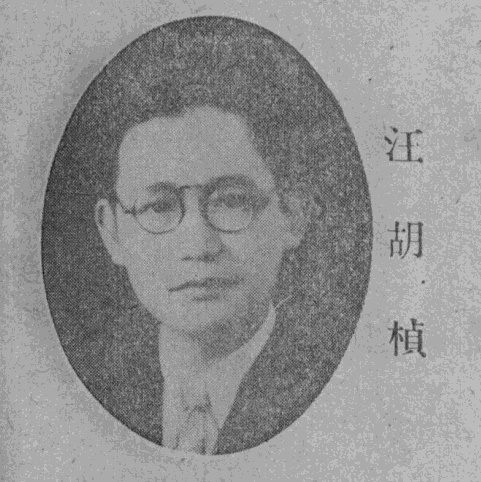
汪胡桢相片

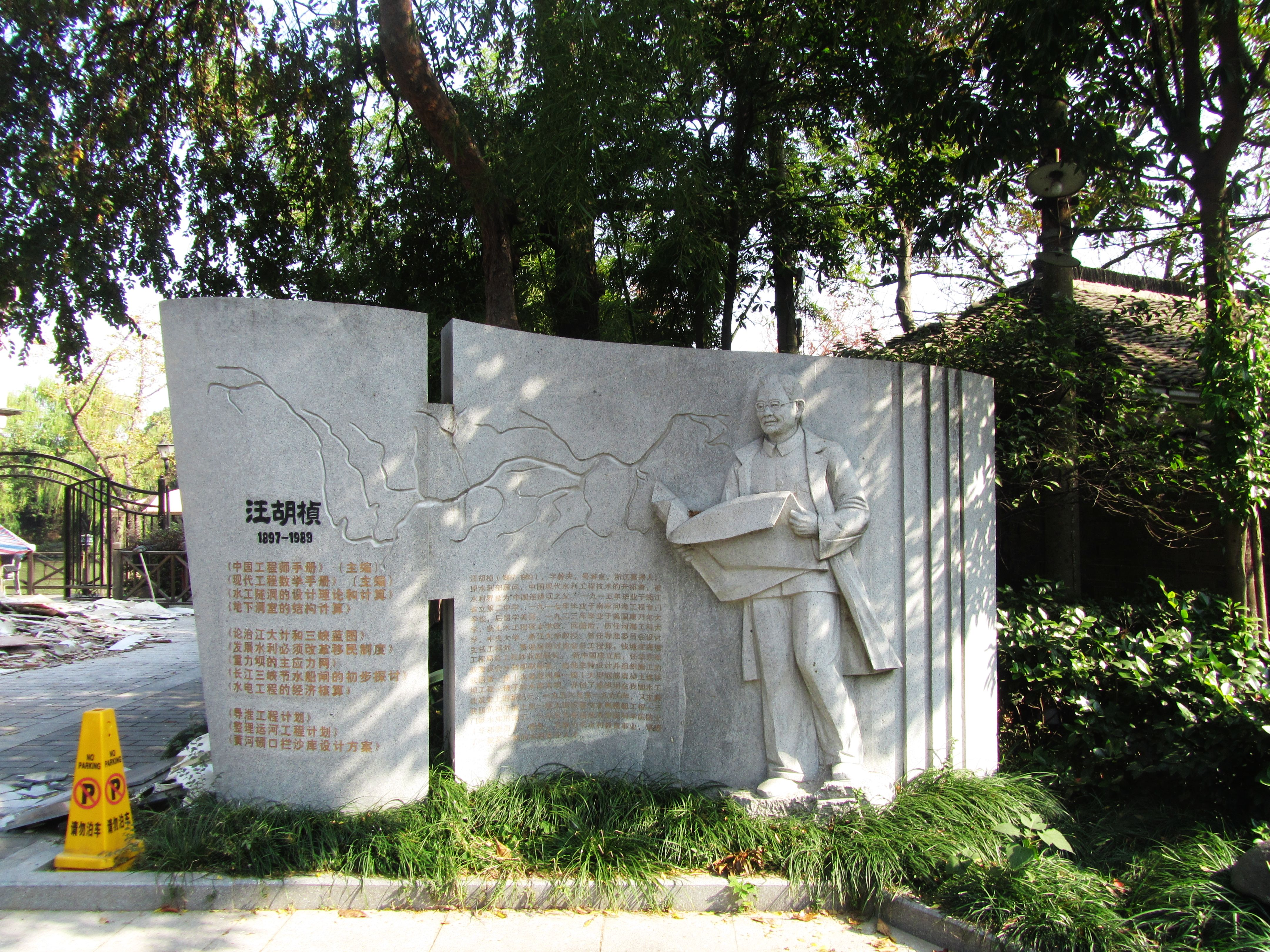
汪胡桢像，位于其嘉兴旧居门前。

汪胡桢（1897年7月12日—1989年10月13日），复姓汪胡，浙江嘉兴人，中国水利专家、中国科学院院士。
汪胡桢于1915年自浙江省立第二中学毕业，后考入南京河海工程专门学校。1917年前往美国留学，1923年获康奈尔大学土木工程硕士学位。回国后任教于南京河海工程专门学校、国立中央大学、国立浙江大学等校。另外还曾担任过太湖水利工程处、浙江省水利局副总工程师，导淮委员会设计主任工程师，整理运河讨论会总工程师，全国经济委员会水利处设计科长，钱塘江海塘工程局副局长兼总工程师等职。
中华人民共和国成立后，历任华东军政委员会水利部副部长、治淮委员会工程部长。1951年作为工程总指挥主持设计了佛子岭水库。1954年，他当选第一届全国人大代表。9月，他出席第一届全国人大第一次会议讨论宪法草案，期间并发言。1955年当选中国科学院技术科学部院士（学部委员）。同年起任水利部北京勘测设计院总工程师。此后又作为总工程师主持了黄河三门峡水库的建设，但这一工程自建造之初起就存在大量争议。1960年出任北京水利水电学院（现华北水利水电学院）院长。1979年任水利部顾问。1989年10月在北京复兴医院逝世。